# Stanardsville
Stanardsville é uma cidade  localizada no estado norte-americano de Virginia, no Condado de Greene.

## Demografia
Segundo o censo norte-americano de 2000, a sua população era de 476 habitantes.
Em 2006, foi estimada uma população de 502, um aumento de 26 (5.5%).

## Geografia
De acordo com o United States Census Bureau tem uma área de
0,9 km², dos quais 0,9 km² cobertos por terra e 0,0 km² cobertos por água. Stanardsville localiza-se a aproximadamente 184 m acima do nível do mar.

## Localidades na vizinhança
O diagrama seguinte representa as localidades num raio de 32 km ao redor de Stanardsville.